# Astragalus villosidentatus
Astragalus villosidentatus är en ärtväxtart som beskrevs av Dieter Podlech. Astragalus villosidentatus ingår i släktet vedlar, och familjen ärtväxter. Inga underarter finns listade i Catalogue of Life.